# 遠藤宗信
遠藤 宗信（えんどう むねのぶ、元亀3年（1572年） - 文禄2年4月13日（1593年5月13日））は、安土桃山時代の武将。陸奥の伊達氏の家臣。通称、文七郎。遠藤基信の子。

## 事蹟
天正13年（1585年）、父の基信は不慮の死を遂げた伊達輝宗に殉死した。このため宗信がわずか17歳で遠藤家の家督を継ぎ、伊達政宗に仕え宿老となる。
天正16年（1588年）6月の佐竹・岩城連合との戦いでは田村城を死守するなど活躍した。
文禄元年（1592年）の朝鮮出兵でも政宗に従い渡海し、武功を挙げたが、帰国後の報奨が少なかったことに不満を抱いて出奔し、一時伊達家を離れている。のちに他の家臣に説得されて帰参している。
文禄2年（1593年）に京都にて22歳で病没。遠藤家は、弟の遠藤玄信が継いだ。

## 登場作品
- 『独眼竜政宗』（1987年NHK大河ドラマ、演：中村繁之）